# Hugh Campbell Wallace
Hugh Campbell Wallace, 10 février 1864 - 1er janvier 1931, est un homme d'affaires, activiste politique et diplomate américain, surtout connu pour son service comme ambassadeur des États-Unis en France de 1919 à 1921. Né à Lexington dans l'État du Missouri, Wallace sert comme collecteur des deniers publics à Salt Lake City à la fin des années 1880. Il s'installe plus tard à Tacoma et sert comme représentant de l'État de Washington au Democratic National Committee en 1892 et 1896.

## Source de la traduction
- (en) Cet article est partiellement ou en totalité issu de l’article de Wikipédia en anglais intitulé « Hugh Campbell Wallace » (voir la liste des auteurs).